# Johnston City
Pour les articles homonymes, voir Johnston.
Ne doit pas être confondu avec Johnson City.
Johnston City est une municipalité américaine du Comté de Williamson dans l'Illinois. Au recensement de 2010, Johnston City avait une population de 3 543 personnes.

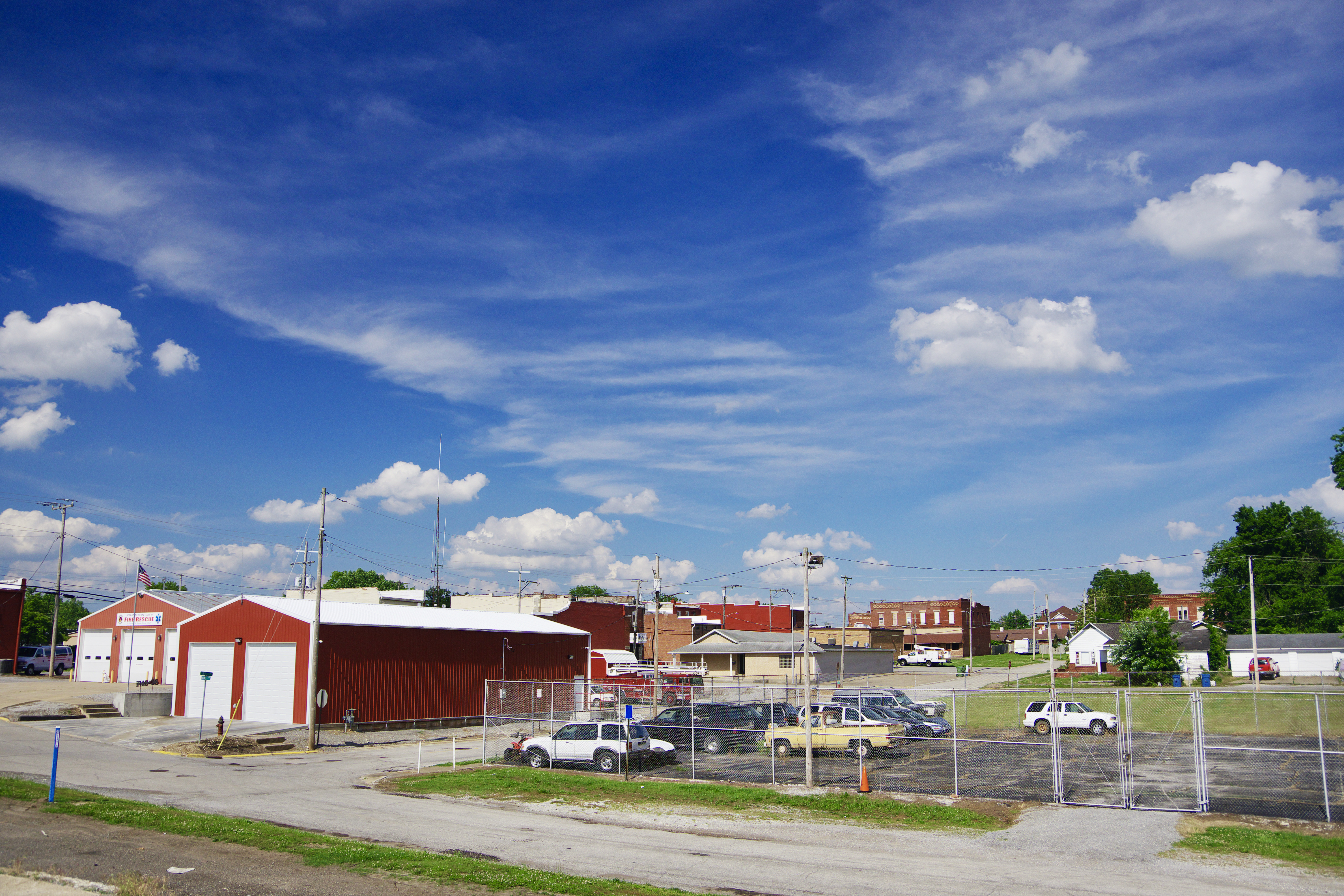
Johnston City